# Concejo de San Sebastián
El concejo de San Sebastián es una entidad de población del municipio de Cillorigo de Liébana, perteneciente a la comunidad autónoma de Cantabria.

## Demografía
En 2024, la entidad colectiva de población tenía empadronados 807 habitantes, divididos entre las siguientes entidades singulares de población:
- Aliezo
- Llayo
- Ojedo
- Tama